# Psychoda
Psychoda is een geslacht uit de familie van de motmuggen (Psychodidae). Er worden veel ondergeslachten onderscheiden, die volgens sommigen geslachtsstatus zouden moeten krijgen. 

## Soorten
- P. albipennis Zetterstedt, 1850
- P. alternata Say, 1824
- P. alternicula Quate, 1955
- P. alticola Vaillant, 1973
- P. armillariphila Vaillant, 1988
- P. brevicornis Tonnoir, 1940
- P. buxtoni Withers, 1988
- P. cinerea Banks, 1894
- P. coprophila Vaillant, 1988
- P. crassipenis Tonnoir, 1940
- P. degenera Walker, 1848
- P. dolomitica Salamanna & Sara, 1980
- P. domestica Haseman, 1908
- P. elegans Kincaid, 1897
- P. erminea Eaton, 1898
- P. euboana Vaillant, 1988
- P. fumetaria Vaillant, 1988
- P. gemina (Eaton, 1904)
- P. grisescens Tonnoir, 1922
- P. jezeki Withers, 1988
- P. lativentris Berden, 1952
- P. limicola Vaillant, 1973
- P. lobata Tonnoir, 1940
- P. longifringa Haseman, 1907
- P. lusitanica Vaillant & Terra, 1987
- P. malickyi Vaillant, 1988
- P. minuta Banks, 1894
- P. moravica Vaillant, 1966
- P. mycophila Vaillant, 1989
- P. nugatrix Baez & Vaillant, 1988
- P. parthenogenetica Tonnoir, 1940
- P. phalaenoides (Linnaeus, 1758)

- P. pontina Sara, 1953
- P. pusilla Tonnoir, 1922
- P. quatei Sara & Salamanna, 1967
- P. salicornia Quate, 1954
- P. sarcophila Vaillant, 1988
- P. satchelli Quate, 1955
- P. savaiiensis Edwards, 1928
- P. semberica Krek, 1979
- P. setigera Tonnoir, 1922
- P. sigma Kincaid, 1899
- P. surcoufi Tonnoir, 1922
- P. symmetrica Vaillant, 1973
- P. thrinax Quate, 1955
- P. tothastica Quate, 1955
- P. tridentata Sara & Salamanna, 1967
- P. trinodulosa Tonnoir, 1922
- P. umbracola Quate, 1955
- P. uniformata Haseman, 1907
- P. vaillanti Sara & Salamanna, 1967
- P. vanharai (Jezek, 1995)
- P. villosa Salamanna & Raggio, 1984
- P. virgo Vaillant, 1988
- P. zetterstedti (Jezek, 1983)